# Глебов, Евгений Александрович
Евге́ний Алекса́ндрович Гле́бов (бел. Яўген Аляксандравіч Глебаў; 10 сентября 1929 — 12 января 2000) — белорусский, советский композитор, дирижёр, педагог. Народный артист СССР (1984).

## Биография
Евгений Глебов родился 10 сентября 1929 года в Рославле (ныне в Смоленской области, Россия).
В 1947 году окончил среднюю школу, затем Рославльский техникум железнодорожного транспорта. По окончании техникума работал осмотрщиком вагонов в Могилёве.
С юных лет его привлекала музыка. Самостоятельно научился играть на мандолине, гитаре, балалайке и уже в юные годы стал сочинять различные музыкальные произведения (песни, романсы, пьесы). Во время учёбы в Рославльском железнодорожном техникуме руководил студенческим хором и оркестром. Работая в Могилёве, завязал дружбу со студентами Могилёвского музыкального училища (ныне Могилёвский государственный музыкальный колледж имени Н.А. Римского-Корсакова) и стал изучать основы музыки.
Пытался поступить в музыкальное училище, но директор, узнав, что он не знает нот и никогда не сталкивался с музыкальной грамотой, отказал по причине профнепригодности.
В 1950 году, по совету И. И. Жиновича, как участник художественной самодеятельности был принят на подготовительное отделение Белорусской консерватории в Минске, которую окончил в 1956 году по классу композиции А. В. Богатырёва. В 1951 году создал своё первое крупное произведение — «Фантазию для фортепиано и симфонического оркестра».
Учиться поначалу было очень тяжело, но благодаря своему упорству, смог нагнать упущенное. Тяжелее всего было научиться играть на фортепиано.

Работа на железной дороге не благоприятствовала изящности рук и постановке пальцев. В интернатской комнате жило пять человек, и каждому нужно было заниматься.
Оригинальный текст (бел.)Праца на чыгунцы не спрыяла зграбнасці рук і пастаноўцы пальцаў. Па-другое, у інтэрнацкім пакоі жыло пяць чалавек, і кожнаму неабходна было займацца.

Будущий композитор попросил А. В. Богатырёва, который был на тот момент не только его педагогом, но и ректором консерватории, заниматься каждое воскресенье в ректорском кабинете, что позволило восполнить пробелы и сыграть концерт Э. Грига в конце учёбы.
Также во время учёбы были денежные проблемы. Бабушка в Рославле получала маленькую пенсию, а мать — инженер по нормированию труда Раиса Фёдоровна — имела небольшую зарплату. Поэтому помощи от родных не было. Однажды во время занятий от голода потерял сознание, после чего А. В. Богатырёв назначил его инспектором консерваторского хора, что позволило иметь небольшой заработок.
Окончил на «отлично» первые два курса. На третьем курсе начал получать сталинскую стипендию. Это были его первые большие деньги.

С первой стипендии, впервые держа в руках много денег, (он) пошёл в кафе «Отдых», которое в то время находилось в Минске напротив кинотеатра «Победа», заказал все, что хотелось, но ни до одного блюда дотронуться так и не смог. Ничего не съев, тихо рассчитался и вышел.
Оригинальный текст (бел.)З першай стыпендыі, упершыню трымаючы ў руках многа грошай, (ён) пайшоў у кафэ «Адпачынак», якое на той час знаходзілася ў Мінску насупраць кінатэатра «Перамога», заказаў усе, што хацелася, але ні да адной стравы дакрануцца так і не змог. Нічога не з'еўшы, ціха разлічыўся і выйшаў.

Его творчество охватывает широкий круг жанров, но наиболее известны его симфонические сочинения и балеты. Стиль композитора находится под влиянием Д. Д. Шостаковича и отчасти раннего И. Ф. Стравинского. Его произведения отличаются хорошим полифоническим письмом, тематическим развитием, оригинальной оркестровкой. Его опера «Мастер и Маргарита» считается классикой белорусской музыкальной литературы. Не чурался и песенного жанра.
С 1953 по 1963 год преподавал теоретические дисциплины в Минском музыкальном училище (ныне Минский государственный музыкальный колледж имени М. И. Глинки), совмещая педагогическую и творческую деятельность с работой заведующего музыкальной частью и дирижёра оркестра в Минском театре юного зрителя. Работал в качестве руководителя эстрадно-симфонического оркестра Гостелерадио БССР, а также музыкальным редактором киностудии «Беларусьфильм».
С 1971 года вел класс композиции в Белорусской государственной консерватории (с 1984 — профессор). Его уговорил заняться педагогической деятельностью первый секретарь ЦК КП Белоруссии Пётр Миронович Машеров. Вначале он не хотел, так как это занимало довольно много времени, но Машеров смог его склонить на свою сторону, сказав: «А Вы не отказывайтесь. Вы подумайте, что можете готовить коллектив единомышленников».
За все годы в консерватории подготовил более 40 учеников. Известные ученики — Леонид Захлевный, Ядвига Поплавская, Василий Раинчик, Эдуард Ханок, Вячеслав Кузнецов, Владимир Кондрусевич, Дмитрий Долгалев.
Из воспоминаний о Глебове как о педагоге:

Ко всем он относился одинаково, никого не выделял, но ему было очень приятно, когда человек старался получать знания, серьёзно относился к выбранному делу.
Оригинальный текст (бел.)Да ўсіх ён адносіўся аднолькава, нікога не вылучаў, але яму было вельмі прыемна, калі чалавек стараўся набываць веды, сур'ёзна ставіўся да абранай працы.

Могила Е. А. Глебова

С 1955 года — член, с 1966 — заместитель председателя правления Союза композиторов Белорусской ССР. Член ревизионной комиссии Союза композиторов СССР.
С 1977 года — член КПСС. По воспоминаниям Василя Быкова, в связи с натянутыми отношениями с властью, вступать в партию не стремился и долго сопротивлялся, но потом всё же подал заявление. Как писал Быков в своих мемуарах, на парткомиссии не смог даже ответить на вопрос, в каком году была Октябрьская революция. Депутат Верховного Совета Белорусской ССР.
Член правления Союза советских обществ дружбы и культурных связей с зарубежными странами.
Академик Международной Славянской Академии наук, образования, художеств и культуры с 1994 года.
С 1996 года сильно болел. Перенёс инсульт. В последний год своей жизни ослеп. Два раза шёл на операцию. Жена возила его в Польшу, но безрезультатно.
Скончался 12 января 2000 года в Минске. Похоронен на Восточном кладбище.

### Семья
По материнской линии происходил из дворянского рода Сокол-Черниловских (указом Сената № 3976 от 6 июля 1854 г. фамилия внесена в 2-ю часть родословной книги Киевской губернии). Фамилия была утрачена, так как шла по материнской линии. Это помогло пережить время сталинских репрессий. По отцовской линии — из семьи священников. Отец в музыке был одаренным человеком: умел играть на большом количестве инструментов, имел хороший слух. Когда Евгений был ещё ребёнком, отец оставил семью. Пробовал вернуться, но мать отказалась принять его обратно. Поэтому его воспитывали бабушка, Клавдия Степановна, и мать Раиса Фёдоровна. Все его родные были железнодорожниками. Мать была инженером по нормированию труда на Рославльском вагоноремонтном заводе. Дядя, Фёдор Фёдорович — главным механиком этого завода, дед, Фёдор Степанович, был машинистом локомотива.

## Награды и звания
- Заслуженный деятель искусств Белорусской ССР (1966)[6]
- Народный артист Белорусской ССР (1973)
- Народный артист СССР (1984)
- Государственная премия Белорусской ССР (1970) — за балет «Избранница» и ораторию «Свети, заря»
- Орден Трудового Красного Знамени (1971)
- Орден Дружбы народов (1979)
- Орден «Знак Почёта» (1967)
- Орден Франциска Скорины (1999)[7]
- Почётная грамота Верховного Совета Республики Беларусь (1994)[8]

## Композиторская фильмография
1. 1960 — Первые испытания
2. 1962 — Маленькие мечтатели (киноальманах) (новеллы «Ошибка», «Юлькин день»)
3. 1962 — Мост (короткометражный)
4. 1963 — Третья ракета
5. 1964 — Песня и вела, и грела (телефильм)
6. 1965 — Любимая
7. 1966 — Саша-Сашенька
8. 1966 — Я родом из детства
9. 1966 — Остальные семнадцать (документальный)
10. 1967 — Запомним этот день
11. 1968 — Стрекозиные крылья (короткометражный)
12. 1968 — Казнён в 41-м (документальный)
13. 1969 — Красный агитатор Трофим Глушков
14. 1969 — Родом отсюда (короткометражный)
15. 1971 — Весенняя сказка
16. 1972 — После ярмарки
17. 1974 — Последнее лето детства
18. 1976 — Венок сонетов
19. 1977 — Три весёлые смены
20. 1978 — Дудка-веселушка (анимационный)
21. 1978 — Прошлогодняя кадриль
22. 1979 — Дикая охота короля Стаха
23. 1979 — Звон уходящего лета
24. 1980 — Амнистия
25. 1980 — Нестерка (анимационный)
26. 1982 — Куда пропала луна? (анимационный)
27. 1982 — Личные счёты
28. 1983 — Дед и журавль (анимационный)
29. 1983 — А также цирк (документальный)
30. 1984 — Смотрины (короткометражный)
31. 1985 — Тётя Маруся
32. 1986 — И мы перевернем Россию!.. Ульянов (документальный)
33. 1987 — Наследники Макара Марковца (документальный)
34. 1987 — Ладья отчаянья (анимационный)
35. 1991 — Хэппи энд (романс «Ночной дилижанс» на стихи Владимира Орлова)
36. 2000 — Армия спасения

## Память
- О композиторе, начиная с 1952 года, было написано множество книг и статей. Одна из первых работ — статья, опубликованная в газете «Навіны дня». Затем, в 1959 году, вышла небольшая книжка о композиторе музыковеда Лидии Мухаринской.
- Музыкальная школа № 10 в Минске носит имя композитора.
- Ему посвящены документальные фильмы «Портрет» (1978, реж. С. Лукьянчиков), т/ф БТ «Фантазии на тему…» (1981), «Евгений Глебов. Восемнадцать лет спустя» (1995, реж. С. Лукьянчиков), «Отрывки из ненаписанного» (1999, реж. обоих — В. Орлов), в/ф «Мастер» (2001, реж. М. Ждановский)[9]
- 26 октября 2009 года в Белорусской государственной филармонии состоялся концерт, посвященный Евгению Глебову. Основной частью программы были 8 произведений в исполнении оркестра[10].
- 20 ноября 2009 года в концертном зале Белорусской государственной академии музыки проводился юбилейный вечер, посвященный 80-летию со дня рождения композитора. В вечере приняли участие народные артисты Беларуси М. Козинец, И. Оловников, Н. Руднева, лауреат Государственной премии Республики Беларусь, композитор В. Кузнецов, концертный оркестр «Немига» (дирижёр — А. Сосновский), лауреат международного конкурса квартет «Ривьера» и др. Режиссёр — доцент Л. Мурашко. Ведущая — И. Карпук.
- Именем композитора названа улица в Минске[11].
- Именем композитора названа гимназия гимназия-колледж искусств в Могилёве[12]

## Публикации
- Глебов Е.А. Музыкой освещать жизнь // Вечерний Минск. — 1973.
- Глебов Е.А. Музыка, музыка, музыка… // Вечерний Минск. — 1975.
- Глебов Е.А. Готовить себя к открытиям // Вечерний Минск. — 1976.
- Глебов Е.А. Прэм'ера ў Хельсінкі // Голас Радзімы. — 1977.
- Глебов Е.А. Мовай музыкі // Мінская праўда. — 1980.
- Глебов Е.А. Эта нелегкая серьёзная музыка // Вечерний Минск. — 1981.
- Глебов Е.А. Галоўная падзея // Літаратура і мастацтва. — 1981.
- Глебов Е.А. Мелодыі мяне перапаўняюць… // Магілёўская праўда. — 1982.
- Глебов Е.А. Дарогамі «Маленькага прынца» // Звязда. — 1982.
- Глебов Е.А. Адказваць за жыцце на зямлі // Голас Радзімы. — 1982.
- Глебов Е.А. Тут музыка бярэ ўзлёт // Мастацтва Беларусі. — 1983.
- Глебов Е.А. Музыка, святая, как хлеб // Железнодорожник Белоруссии. — 1983.
- Глебов Е.А. Отвечать за жизнь на земле // Голос Родины. — 1983.
- Глебов Е.А. Аддаваць усе намаганні // Літаратура і мастацтва. — 1985.
- Глебов Е.А. Прощаясь с сочинением // Советская культура. — 1987.
- Глебов Е.А. Спроба быць шчаслівым // Літаратура і мастацтва. — 1988.
- Глебов Е.А. «У каждого человека своё понятие о счастье» // Республика. — 1993.